# 乾龍介
乾 龍介（いぬい りゅうすけ、1947年〈昭和22年〉4月1日 - ）は元朝日放送（ABC）の社員・役員。アナウンス部長、役員室長などを歴任。定年退職後は同社顧問、フリーアナウンサー。

## 略歴・人物
京都府綴喜郡八幡町（現・八幡市）生まれ。その後大阪府大阪市旭区に転居し、大阪府立旭高等学校、大阪教育大学卒業後、1969年朝日放送入社。中学校・高等学校数学の教員免許を所有。大学時代は放送研究会に所属。特技は映画鑑賞、試写室でたとえ寝てもいびきをかかないこと。好きな言葉は「上善は水の如し」。
20代はアナウンサーとして主にラジオ番組で活躍。深夜放送「ABCヤングリクエスト」などを担当。また1972年（昭和47年）のラジオ送信所増力の際には「1010カーくりげ」と称して、新たに朝日放送ラジオのサービスエリアに入った北陸地方などを自動車で回り、各地から取材レポートを入れる企画を一週間にわたって担当した。その後、夕方のワイド番組「おしゃべり横丁ABC〜花と龍介60分〜」などを担当した。
1979年4月から1986年3月まで、朝日放送テレビ「おはよう朝日です」の初代司会を務め、朝日放送の名物アナウンサーの座を獲得した。その後、ラジオ「トヨタ・ウィークエンドパトロール」などに出演。1986年10月から1年間、ラジオで夜の情報ワイド番組「乾龍介のホットポイント」を担当した。
1989年10月からは夕方のローカルニュース番組「600ステーションABC」、続く「ABC News Report」のキャスターを務める。その後アナウンス部長を経て経営企画室に異動するが、1999年には再び制作現場に復帰、1月からラジオ「毛利千代子・旅のハーモニー」のパートナーを務め、同年4月からはラジオの午前ワイド「東西南北 龍介がゆく」を2003年9月まで担当した。番組終了後、編成局コメンテーターを経て、2005年4月にコンプライアンス室に異動、2008年4月に定年を迎え、コンプライアンス室顧問に就任した。
朝日新聞主催の映画選考委員を務めるほか、2008年3月まで奈良県奈良市のコミュニティ放送局「ならどっとFM」で月1回「乾龍介の映画試写室」のパーソナリティーを務めた。
しかしながら乾の特筆性は、朝日放送の一時代を築いた名物アナウンサーとしてではない。
戦後日本の放送は学校教育の一翼を担うものとされた。そして乾はそもそも学校教育番組担当、特にテレビ放送初期の教育放送要員の一人として朝日放送に選ばれ、教育者としての専門性をベースに、各放送事業者に課せられている（放送しなければならないとされている）、教育、教養、報道の各放送番組において、その多彩な能力を発揮、日本の民間総合放送におけるこの分野のパイオニアになったことである。
乾は受け取った原稿を何でもそのままに読む、あるいは目前の事象をそのままに伝える、いわゆる「専業アナウンサー」ではなく、当初から当時まだ珍しかった報道に所属する「意思、主張を持つ」アナウンサーであり、さらに専門の教育から逸脱することなく異分野であるアナウンサーとして多面的に成功した。このことから今日では、それまでは専門性が強い、すなわち他の学部のように教職は専門を生かして免許を得て就くのではなく、はじめから専門として必修、免許を得るがために「卒業したら当然、学校の先生」などと言われていた日本の教育学部出身者が次々と全国各地の民間放送局や一般企業に採用されていくようになった、すなわち乾の成功により日本社会の教育学部に対する認識が変わった（それまでの教員養成専門学部という認識から教養学部などと同じような認識に変わった）とみる向きなどもある。またこのことから 乾は2016年現在、中学校、高等学校に招聘されての授業も担当 している

## 過去の代表的な担当番組

### テレビ

#### ABC時代
報道・情報番組
| 期間       | 期間      | 番組名             | 役職             |
| ---------- | --------- | ------------------ | ---------------- |
| 1979年4月  | 1986年3月 | おはよう朝日です   | メイン司会       |
| 1989年10月 | 1991年3月 | 600ステーションABC | メインキャスター |
| 1991年4月  | 1993年3月 | ABC News Report    | メインキャスター |

特別番組・その他
- 1986年 衆参同日選挙開票速報「久米宏の選挙ステーション」（東京・大阪二元中継ティーチイン、1986年7月6日）
- 旅はデリシャス（1988年1月 - 3月）
- いい話みつけ旅（ナレーター、1988年4月3日 - 9月25日）
- クイズABC[1]

### ラジオ

#### ABC時代
- ナウ・フィーリング1010
- ABCヤングリクエスト（1970年 - 1975年）[1]
- ABCディスカバー・サタデー〜フレンドリー大丸〜（1972年5月6日 - 12月9日）
- おしゃべり横丁ABC（1975年3月31日 - 1979年3月30日）[1]
- トヨタ・ウィークエンドパトロール[1]
- 歌謡曲ぶっつけ本番（1986年）[1]
- 日産ミュージックギャラリー ポップ対歌謡曲（1987年）
- 乾龍介のホットポイント（1986年10月6日 - 1987年9月25日）[1]
- 毛利千代子 旅のハーモニー（1999年1月 - 1999年3月）
- 東西南北 龍介がゆく（1999年4月 - 2003年9月）
- 乾龍介の得々朝市
- ラジオの放送終了（日曜深夜アナウンス、1990年代 - 2008年6月22日）

#### 定年退職後
- 乾龍介の映画試写室（ - 2008年3月、ならどっとFM）
- 街角ステーション 僕らのラジオ（2008年11月25日、（「ラジオ・チャリティー・ミュージックソン」に出演した松本恵治の代役）、ラジオ大阪）
- 幸せラジオ 乾龍介です!（2009年4月4日 - 2012年3月、ラジオ大阪）
- 元気出せ!ニッポン （2010年2月 - 2012年4月、ラジオ日本）